# Macrobelus
Macrobelus là một chi bọ cánh cứng trong họ Belidae.